# Carrathool Shire
Carrathool Shire är en kommun i Australien. Den ligger i delstaten New South Wales, i den sydöstra delen av landet, omkring 540 kilometer väster om delstatshuvudstaden Sydney. Antalet invånare var 2 719 vid folkräkningen 2016.
Följande samhällen finns i Carrathool:
- Hillston
- Goolgowi
- Carrathool
- Rankins Springs
- Erigolia

Omgivningarna runt Carrathool är i huvudsak ett öppet busklandskap. Trakten runt Carrathool är nära nog obefolkad, med mindre än två invånare per kvadratkilometer. Genomsnittlig årsnederbörd är 451 millimeter. Den regnigaste månaden är februari, med i genomsnitt 102 mm nederbörd, och den torraste är oktober, med 5 mm nederbörd.